# St. Jacobi (Göttingen)
Die evangelisch-lutherische Pfarrkirche St. Jacobi in der Altstadt von Göttingen in Niedersachsen ist eine zwischen 1361 und 1433 errichtete dreischiffige gotische Hallenkirche. Kirchenpatron ist Jakobus der Ältere. Der Turm der Kirche ist mit seinen 72 Metern Höhe das höchste Gebäude der Göttinger Altstadt. Überregionale Bedeutung hat der gotische Flügelaltar aus dem Jahr 1402, welcher sich im Chor der Kirche befindet.

## Geschichte
Gegen 1186 ließ Heinrich der Löwe oder sein Sohn Heinrich von Braunschweig den Vorgängerbau von St. Jacobi als Burgkapelle der Stadtburg Bolruz errichten, die 1245 zum ersten Mal urkundlich erwähnt wird. Sie wurde dem heiligen Jakobus d. Ä. geweiht, dem Schutzpatron der Pilger. Ein möglicher Grund hierfür kann die Lage am Jakobsweg gewesen sein, der durch die Weender Straße verläuft.
Diese Kapelle erwies sich jedoch mit der Zeit als zu klein, sodass 1350 von Herzog Ernst I. von Braunschweig-Göttingen erlaubt wurde, die Kirche zu vergrößern. So entstand in mehreren Bauabschnitten die heutige Kirche.
Als Erstes wurde an Chor und Langhaus gebaut. Den Baubeginn am Chor im Dezember 1361 dokumentiert eine (wohl nachträglich hierhin versetzte) Bauinschriften-Tafel in der Vorhalle. 1372 wurde ein päpstlicher Ablass ausgestellt, der die Spendenfreudigkeit der Gläubigen stärken sollte. 1383 ist ein Marienaltar im nördlichen Seitenschiff aufgestellt worden, sodass davon ausgegangen werden kann, dass das Kirchenschiff zu diesem Zeitpunkt bereits fertiggestellt war.
1387 wurde die nahe gelegene Stadtburg von Göttinger Bürgern vor dem Hintergrund einer Fehde mit dem amtierenden Herzog Otto III., genannt der Quade, bis auf die Grundmauern zerstört. Fortan trieben die Bürger der Stadt den Bau an St. Jacobi voran, wobei die Sakristei und der Westriegel entstanden.
1426–1433 entstand der stadtbildprägende hohe Westtum, dessen Spitze später verändert wurde und seit 1697 einen Fachwerkaufsatz mit einer barocken welschen Haube trägt.
1880/81 erfolgte nach Plänen des aus Göttingen stammenden Architekten Hans Grisebach eine Rekonstruktion der Portalvorhalle, die 1555 durch den herabstürzenden brennenden Turmhelm zerstört worden war.
Durchgreifend war die zwischen 1891 und 1898 von Conrad Wilhelm Hase geleitete Sanierung des Kirchenbaues und des Kircheninnenraums. Dabei wurden beispielsweise am Außenbau fast alle mittelalterlichen Wasserspeier ersetzt. Von 1900 bis 1901 wurde der Innenraum unter der Leitung von Conrad Wilhelm Hase und Friedrich Jacob in Zusammenarbeit mit dem Superintendenten Karl Kayser im neugotischen Stil umgestaltet. Diese historistische Innenausstattung wurde 1960 bei einer Innenrenovierung wieder entfernt.
In den 1990er Jahren wurden die Fassaden des Kirchenschiffes nach mittelalterlicher Befundvorlage wieder verputzt. Von 2009 bis 2014 wurde das Natursteinmauerwerk des Kirchturms einschließlich des Turmaufsatzes umfassend restauriert.

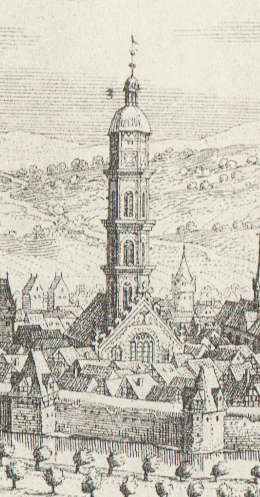
Ausschnitt aus der Stadtansicht von Johannes Jeep (1641)
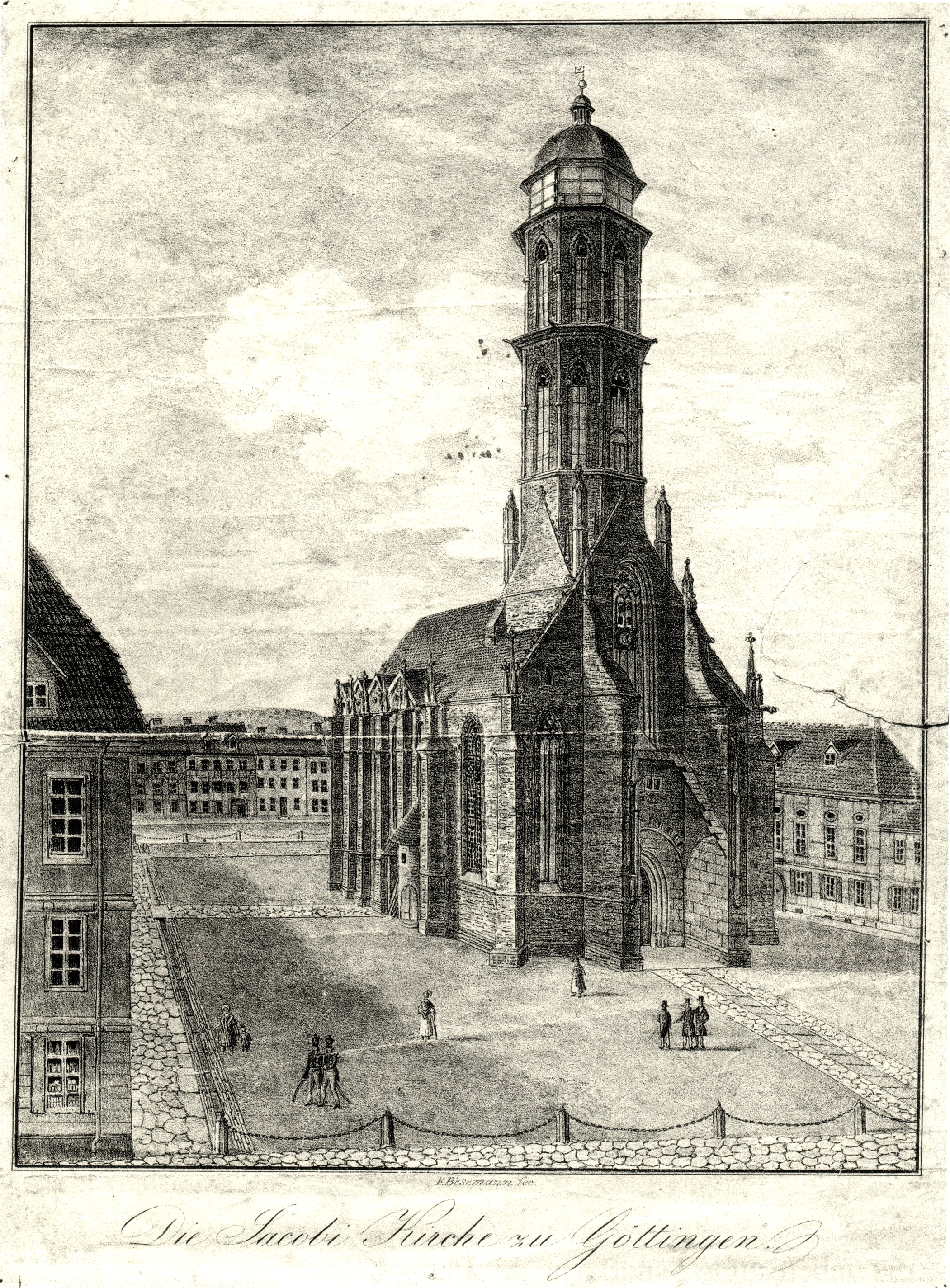
Um 1830
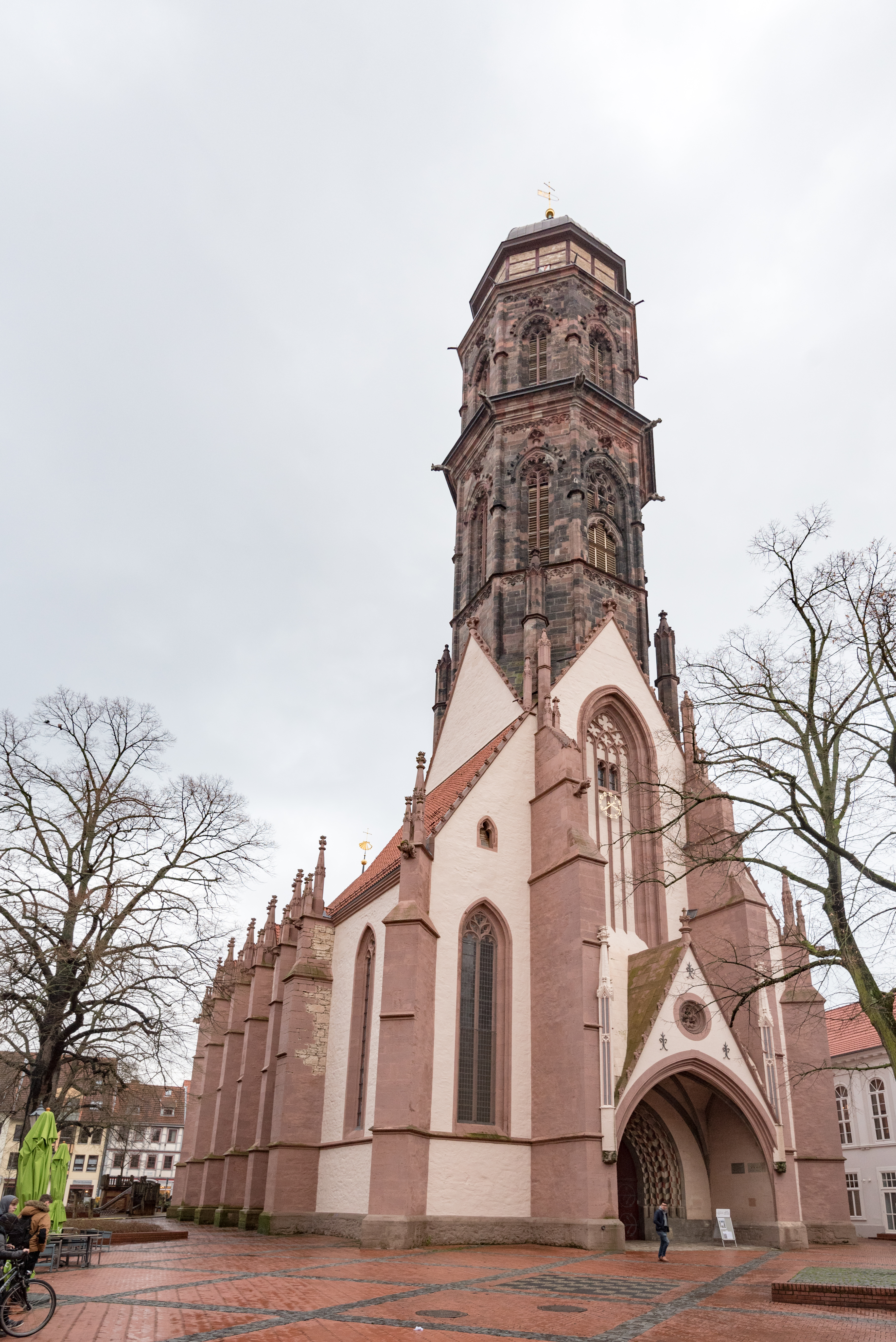
Ansicht von Nordwesten (2018)
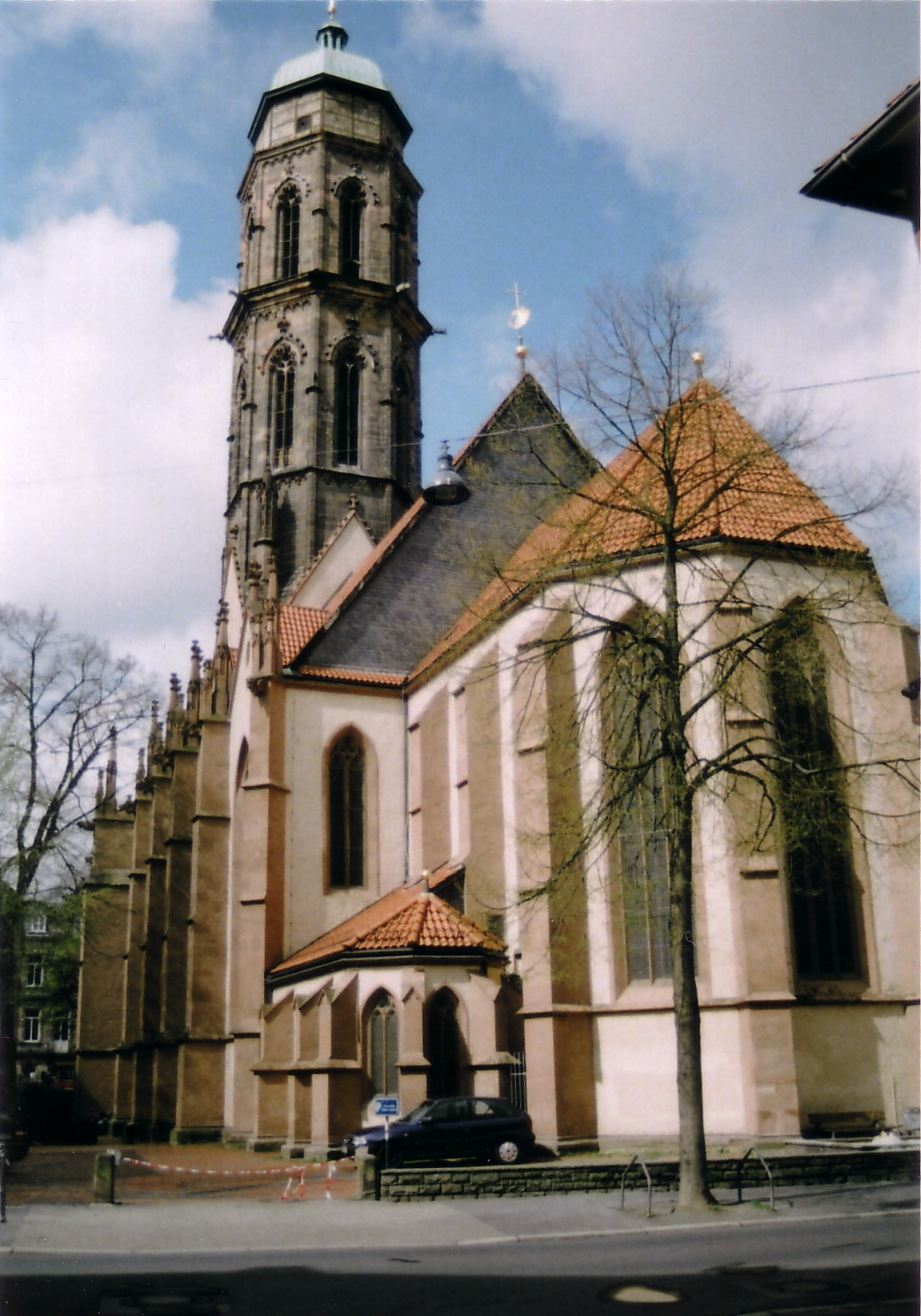
Ansicht von Südosten (2006)
Wasserspeier in Form eines Drachen (Skulptur von 1890)
Wasserspeier „Geiziger“ (Skulptur von 1890)

## Turmbau

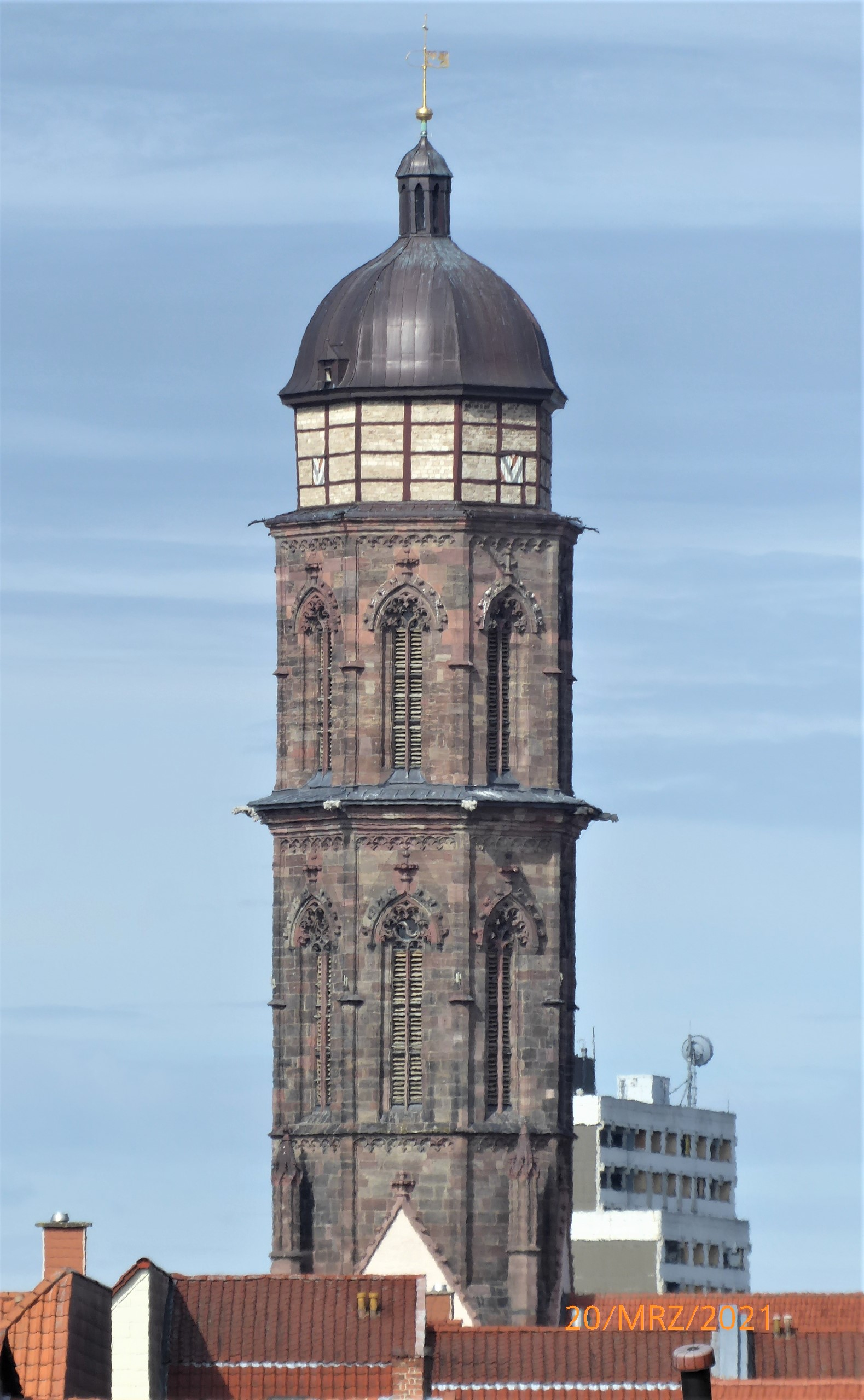
Turm der Jacobikirche (2021)

Der Göttinger Stadtchronist Franciscus Lubecus überliefert, dass 1426 ein dreijähriger Bauvertrag mit dem Hildesheimer Baumeister Hans (von) Rutenstein abgeschlossen wurde und der Turm 1459 mit einem damaligen Spitzhelm vollendet gewesen sei. Der Baubetrieb ist durch erhaltene Dokumente in einem Kopialbuch relativ umfangreich überliefert. Dabei war offenbar von Anfang an nur ein einziger, mittig über dem Westteil des Langhauses stehender Turm geplant. Steine für den Turm kamen aus der Wüstung Botleveshusen (nahe dem heutigen Mariaspring), aus Reinhausen und vom Hainberg.
Später wurde der Turm dreimal 1479, 1555 und 1642 durch Blitzschlag schwer beschädigt. Durch den dritten Schlag brannte er bis zum unteren Gewölbe aus und nur das Mauerwerk des Turmschafts blieb erhalten. Beim Wiederaufbau erhielt der Turm 1697 seinen jetzigen Fachwerkaufsatz mit einer barocken welschen Haube. Zunächst als Provisorium gedacht, verleiht dieser Aufsatz der Kirche seither einen charakteristischen Akzent im Stadtbild. Der hohe Turm der Jacobikirche ist ein Göttinger Wahrzeichnen und ist bereits in frühen Stadtbeschreibungen als „der schönste Zierrath der Stadt Göttingen“ bezeichnet worden.
Architekturgeschichtlich fiel seit jeher die „frappierende Ähnlichkeit“ mit den Türmen von St. Andreas in Braunschweig auf, da sich der Göttinger und die Braunschweiger Türme nur in Details unterscheiden. Bestätigt wird der formale Zusammenhang durch eine Braunschweiger Schriftquelle über die Berufung eines Baumeisters mit dem Namen „Jacob von Göttingen“. Allerdings ist in der architekturgeschichtlichen Forschung umstritten, ob die Türme von St. Andreas in Braunschweig als Vorbild desjenigen von St. Jacobi in Göttingen dienten oder umgekehrt.
Die markante Vorhalle vor der Westfassade des Kirchturms war seit dem Blitzschlag und Einsturz des Turmhelms von 1555 Jahrhunderte lang eine Ruine und wurde 1880 nach Baubefunden als ein Frühwerk des Berliner Architekten Hans Grisebach wiederaufgebaut.
Die vorerst letzte umfangreiche Sanierung des Turms fand in den Jahren von 2009 bis 2014 statt.

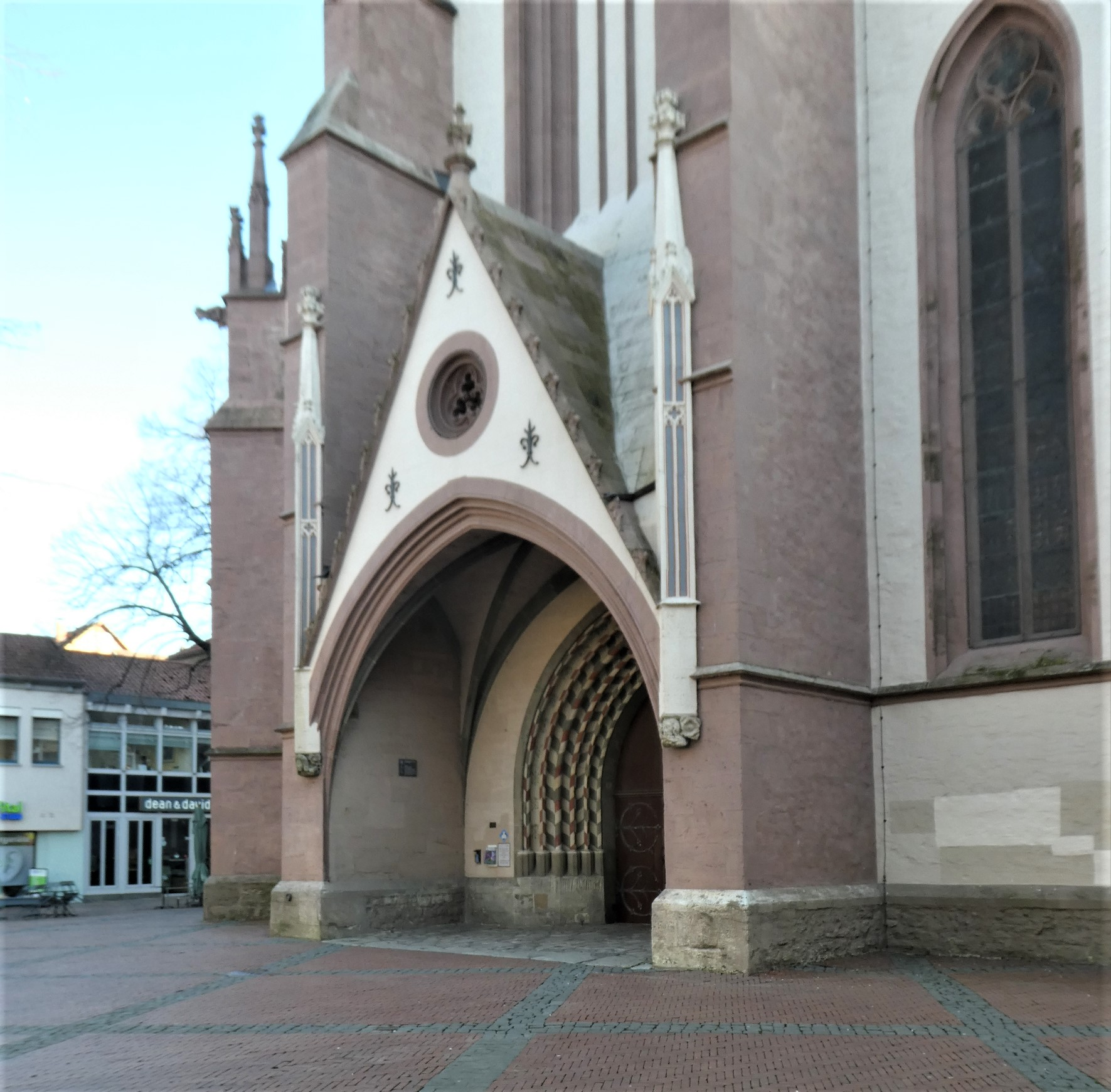
Vorhalle (2025)
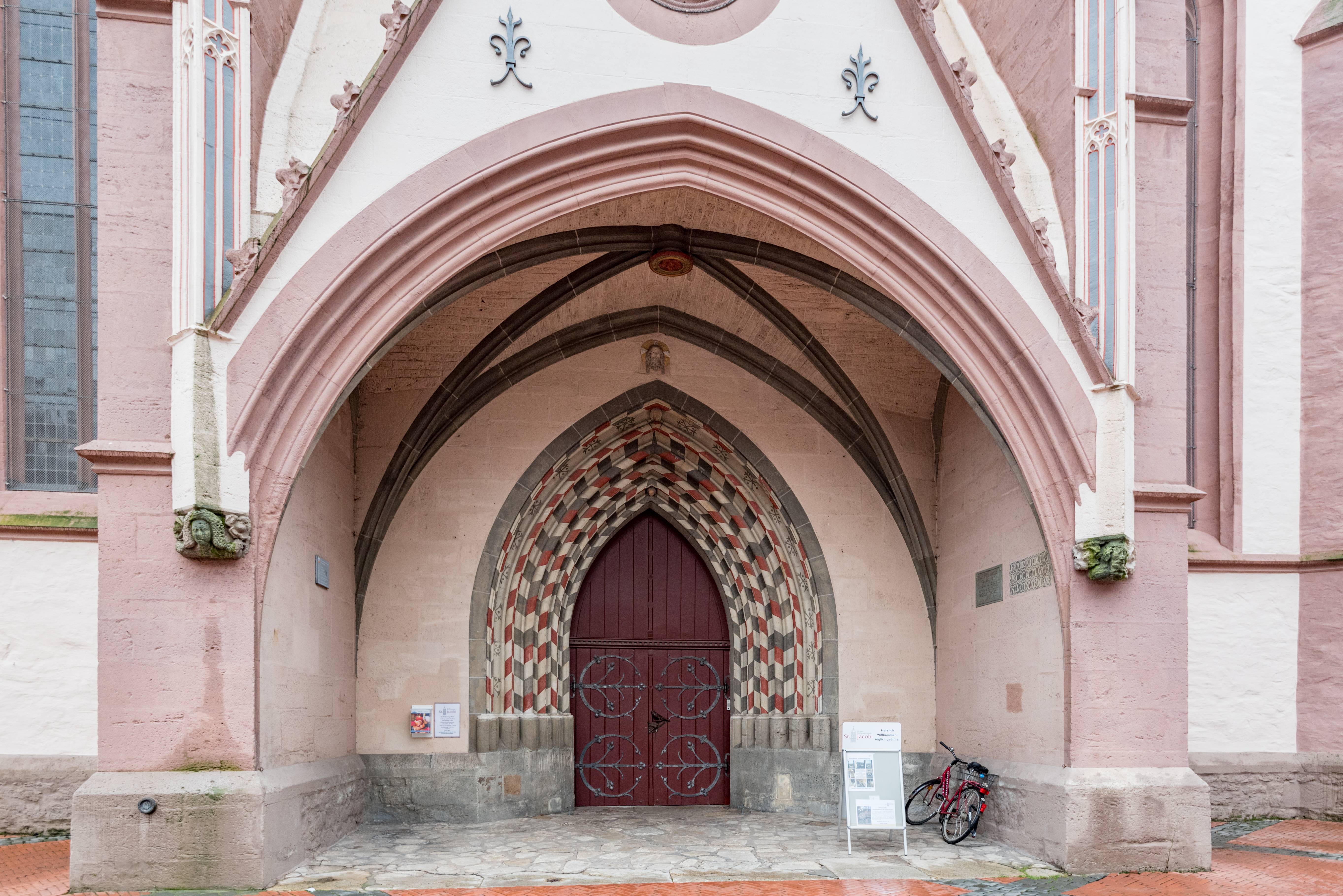
Gewölbte Vorhalle von 1880 und Westportal (2018)
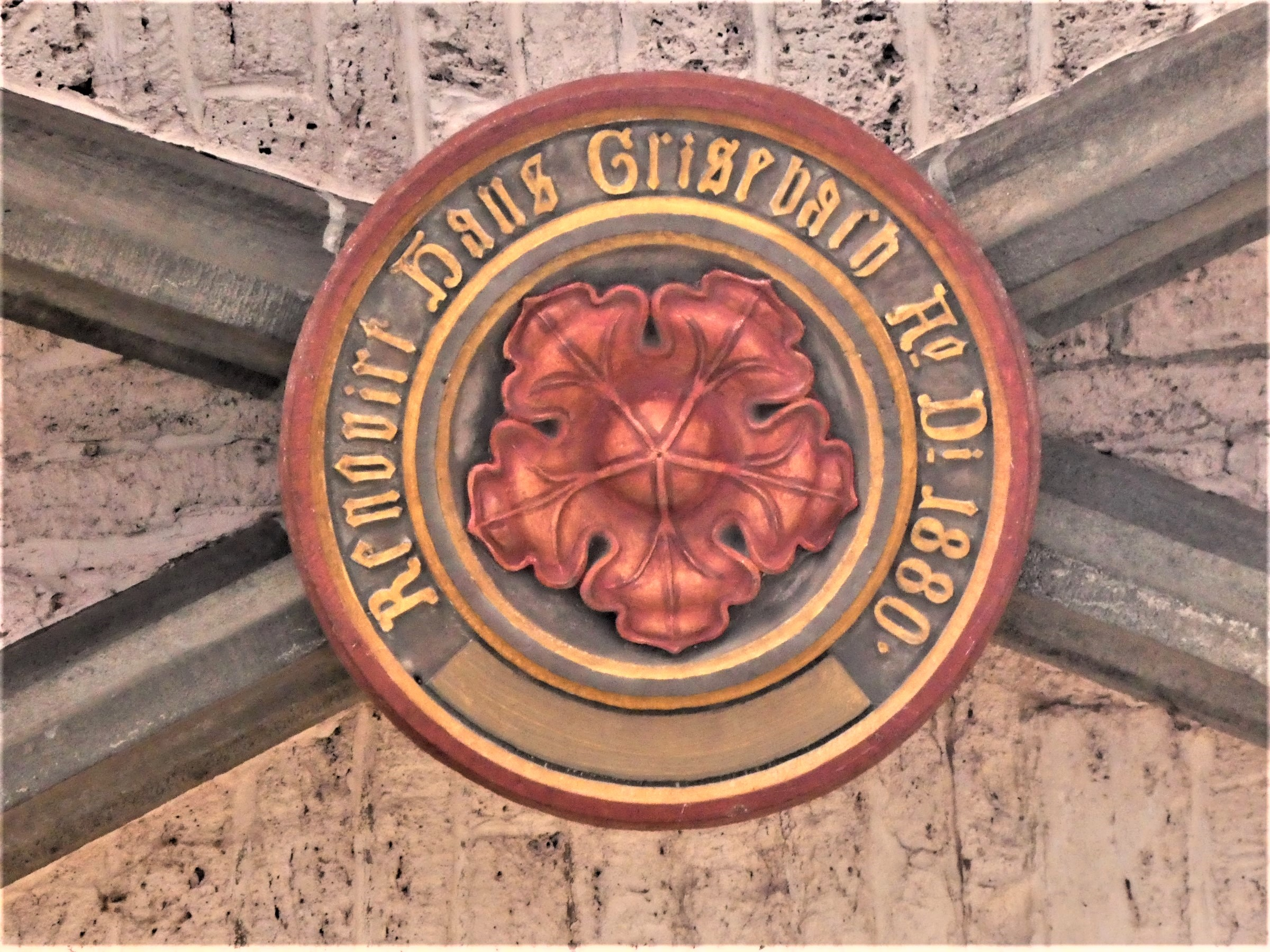
Signierter und datierter Kreuzrippengewölbe-Schlussstein in der Vorhalle
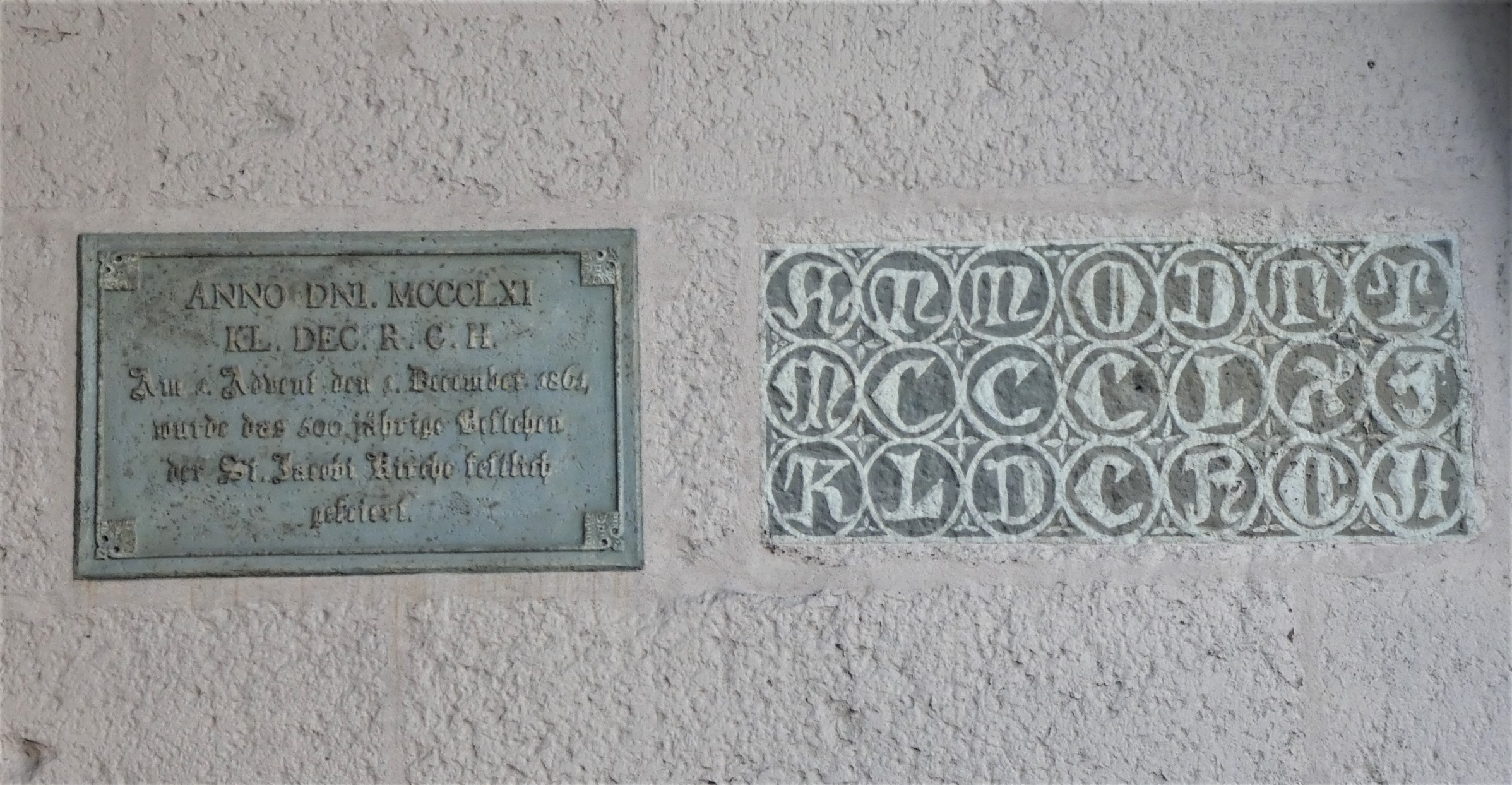
Inschriften in der Vorhalle, rechts die Bauinschrift von 1361 (2025)

## Ausstattung

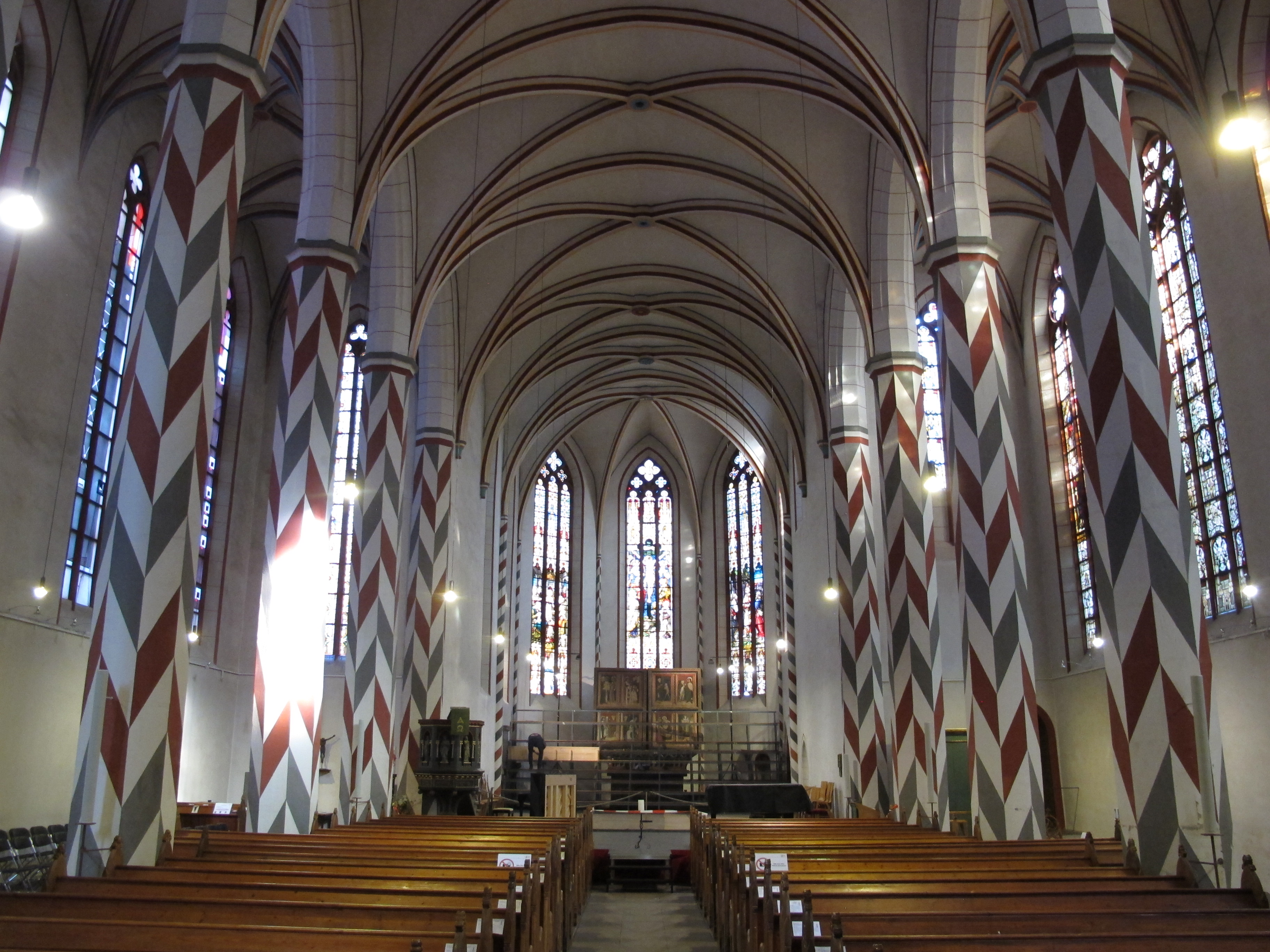
Hallenkirche mit schmalen Seitenschiffen

Der bedeutendste Schatz im Kircheninneren ist der 1402 von unbekannten Künstlern gefertigte gotische Flügelaltar. Seine Alltagsseite zeigt acht Szenen aus der Legende des hl. Jakobus des Älteren, dem Patron der Kirche. Werden die Außenflügel geöffnet, zeigt sich die Sonntagsseite. Diese stellt in 16 Szenen die Jugend und Passion Jesu dar. Im vollständig geöffneten Zustand ist die Festtagsseite mit der Krönung Mariens zur Himmelskönigin, im Beisein von Heiligen zu sehen.
Zur weiteren Ausstattung gehören ein barocker Taufstein sowie die neugotische Kanzel, die im Zuge der von Jacob geleiteten Sanierung um 1900 in die Kirche kam. Ebenfalls aus dieser Zeit stammen die Glasfenster im Chor und im südlichen Seitenschiff.
Moderne Kunst findet sich in der Kirche seit 1997/98: Der fünfteilige Fensterzyklus auf der Nordseite von Johannes Schreiter übersetzt den 22. Psalm in Farbe, Linie und Licht. Seit 2002 befindet sich an der Ostwand des südlichen Seitenschiffs ein von Joachim Dunkel gestalteter Kruzifixus aus Bronze.
Die charakteristische, aus geometrischen Formen bestehende Ausmalung ist 1999 rekonstruiert worden und beruht auf spätgotischen Farbbefunden der Zeit um 1470/80.

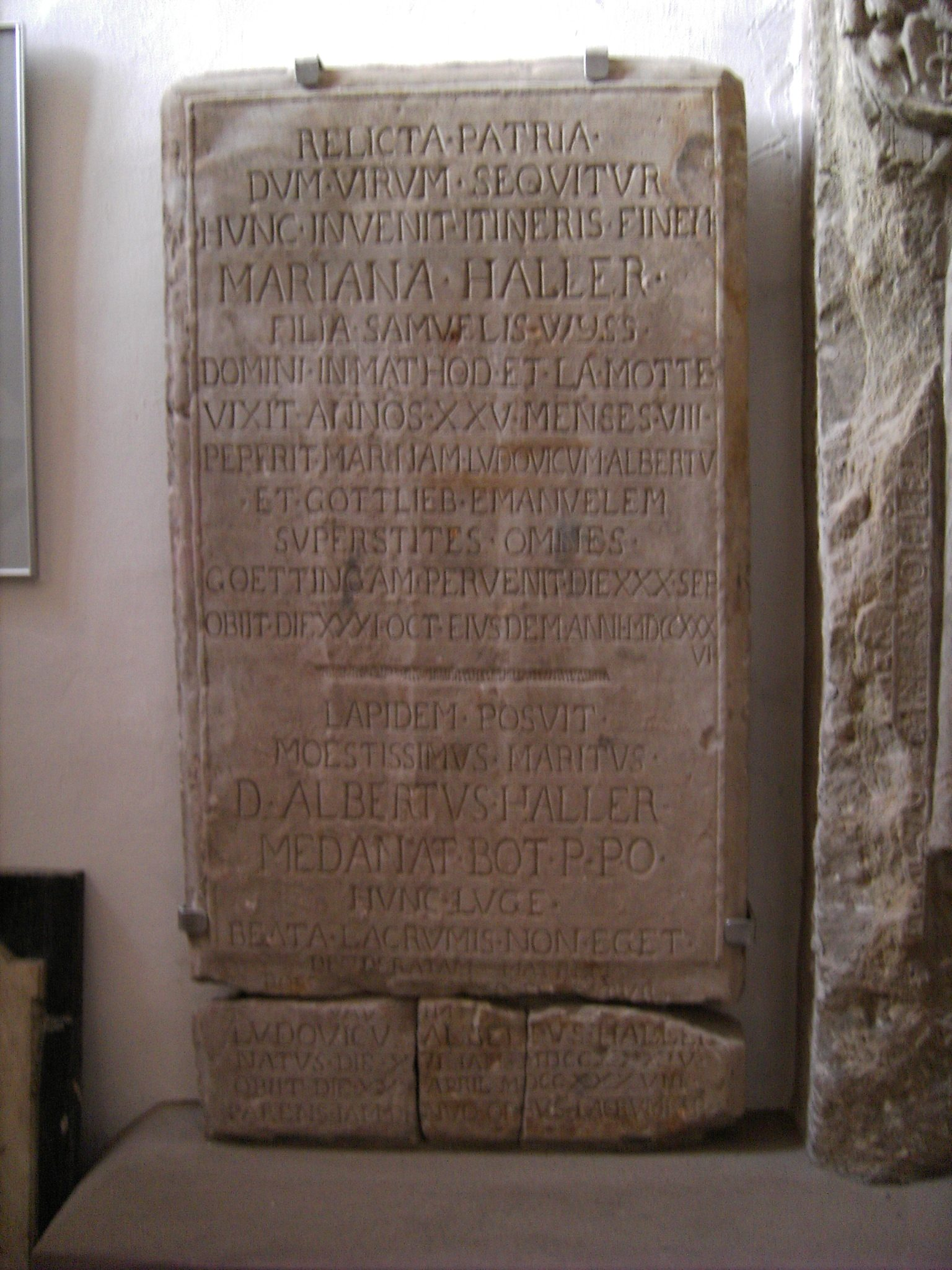
Grabstein der Marianne Haller († 1736) und ihres Sohnes Albert († 1738)

An den nahen Pilgerweg erinnern seit den 2000er Jahren eine bronzene Einlassung in Form einer Jakobsmuschel vor dem Westportal und eine Figur des Kirchenpatrons, die an der Ostseite der Kirche steht.

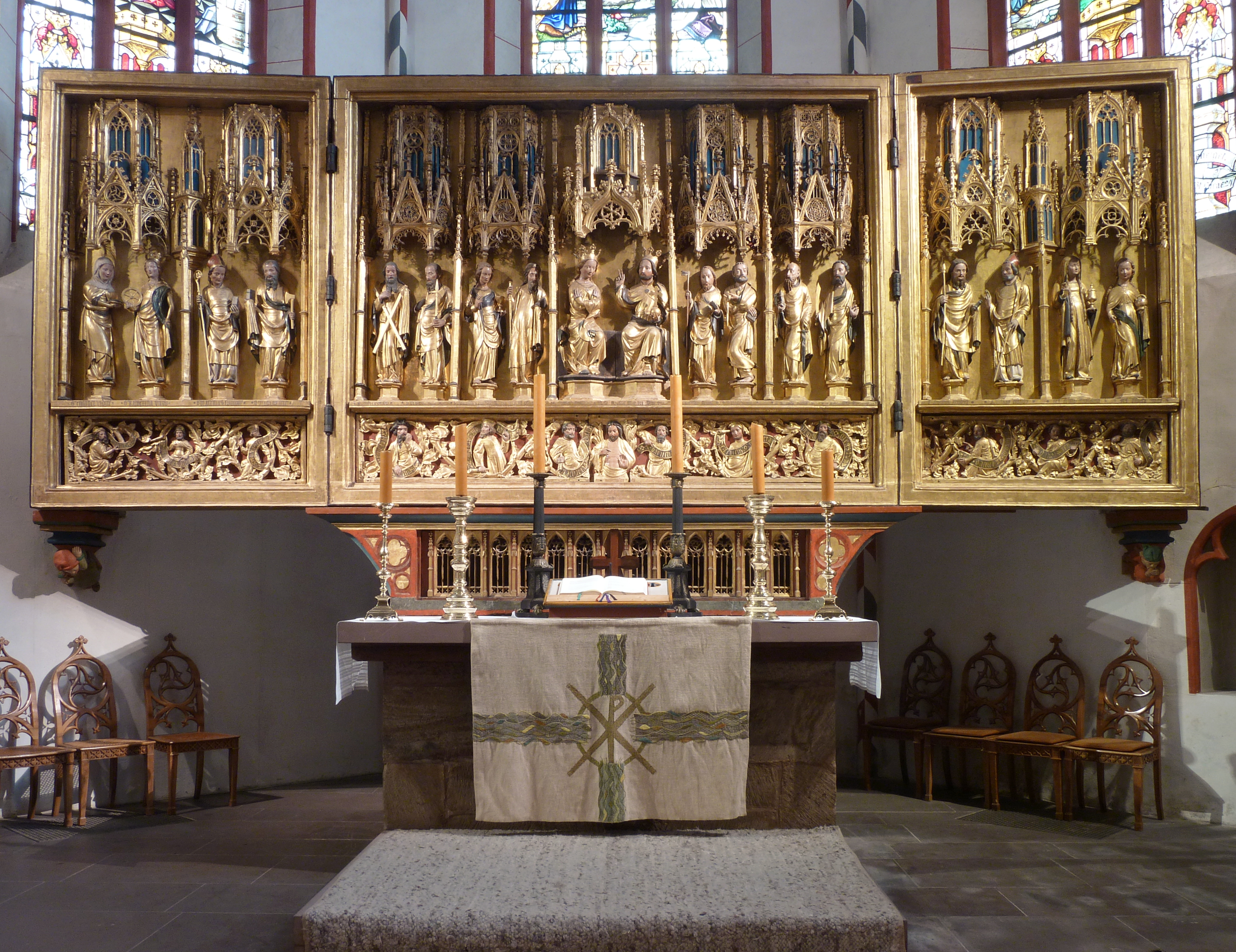
Flügelaltar, 2. Wandlung
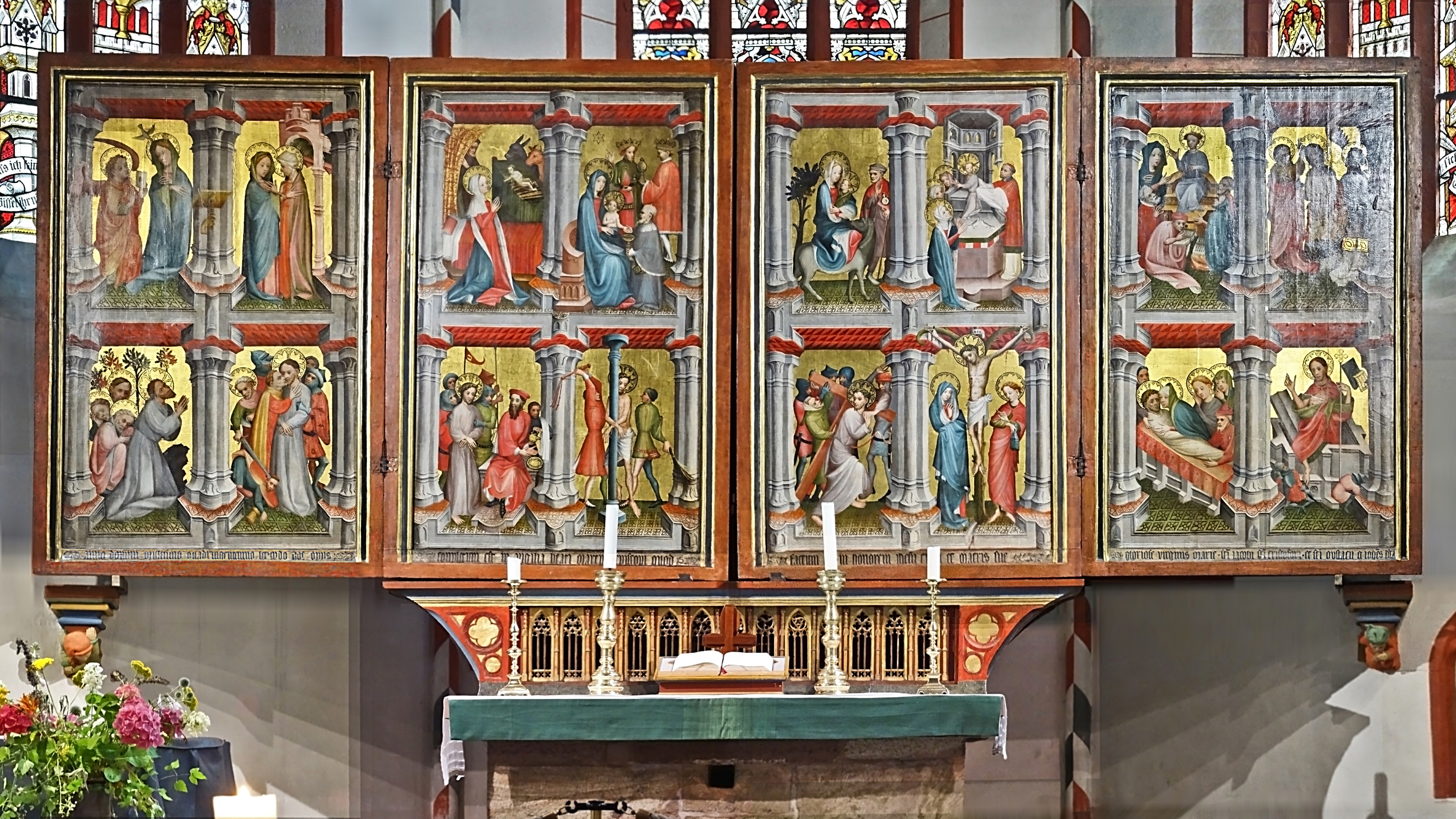
Flügelaltar, 1. Wandlung
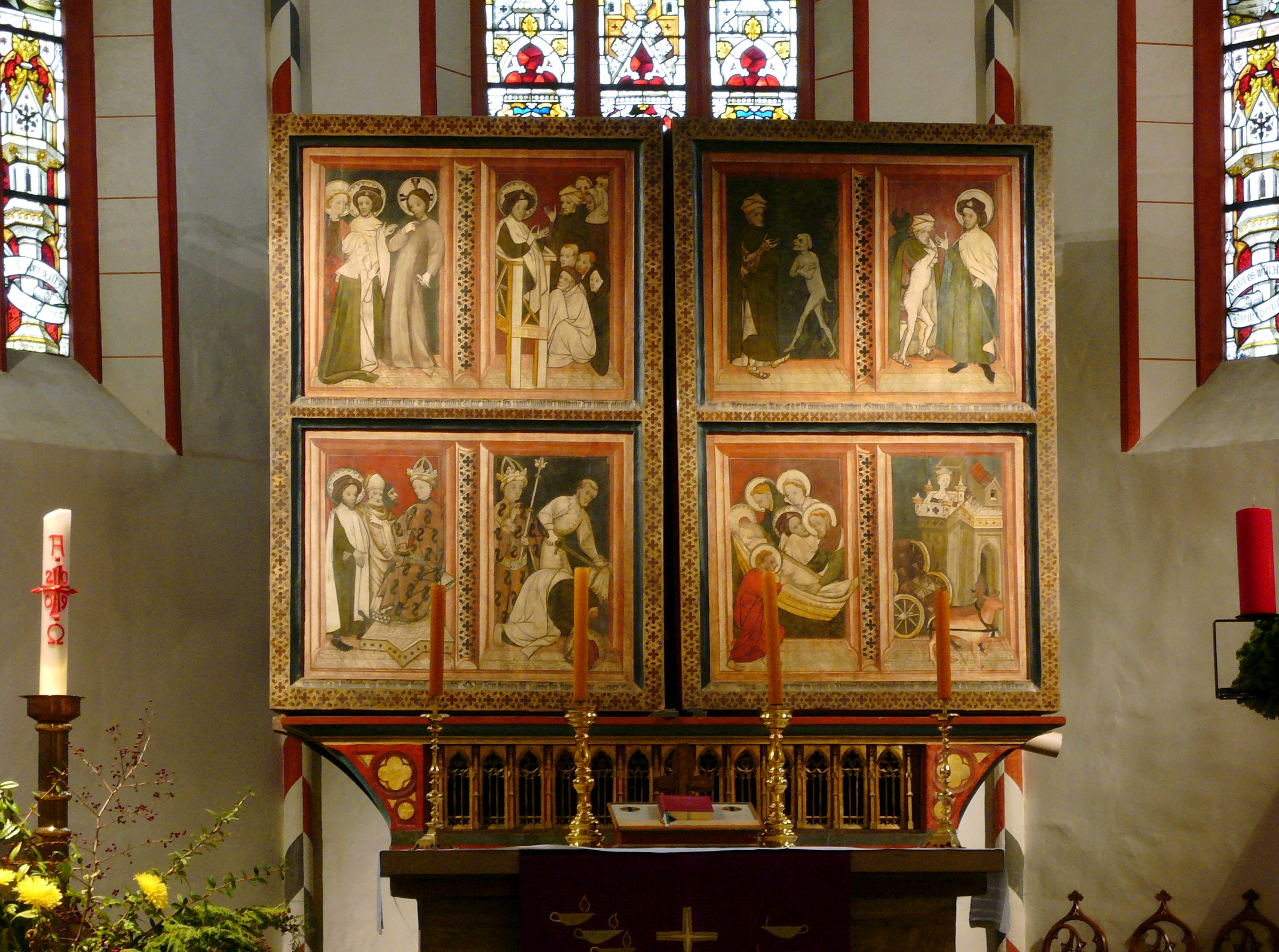
Flügelaltar, geschlossen
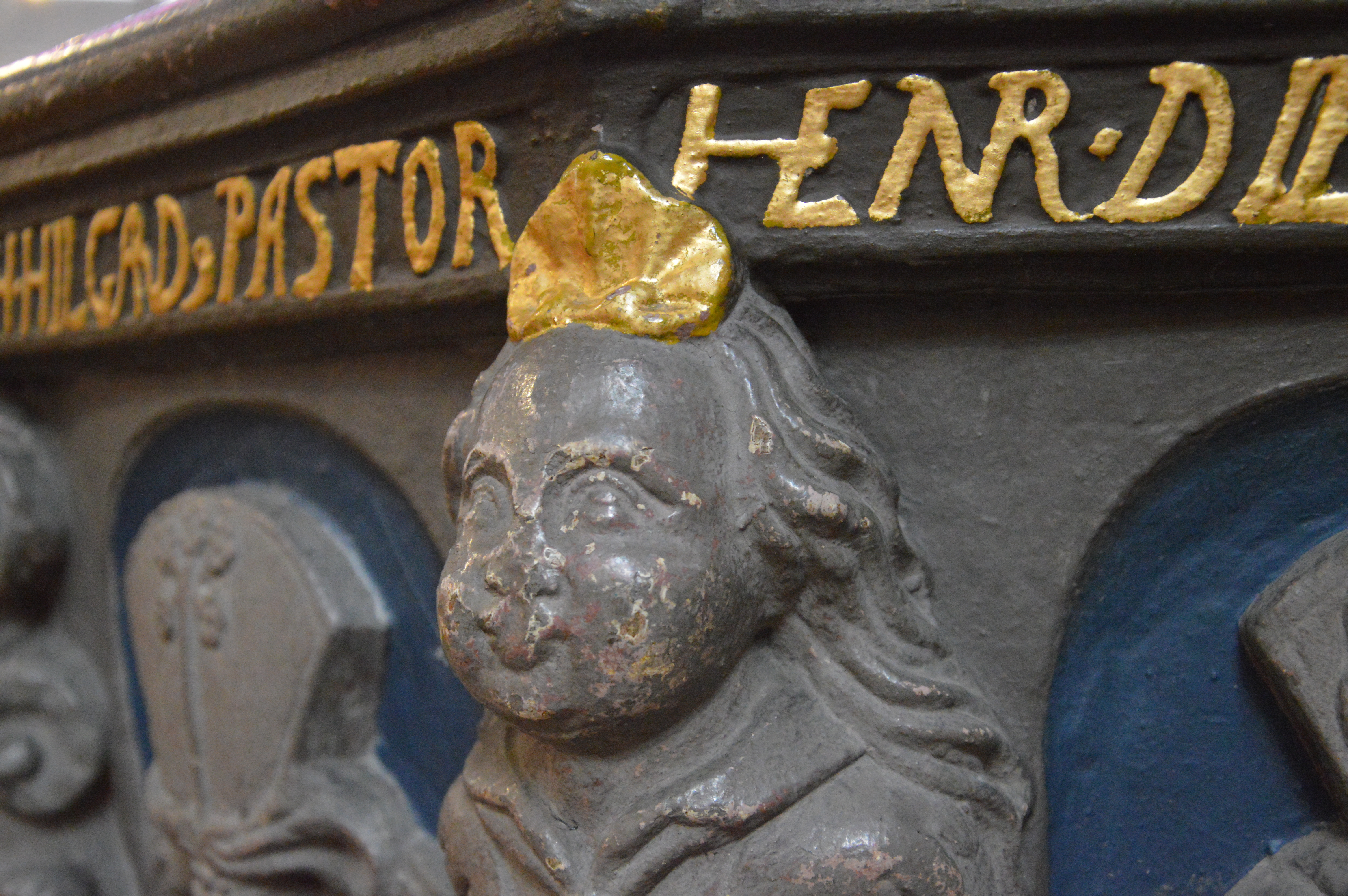
Taufstein (Detail)

## Orgeln

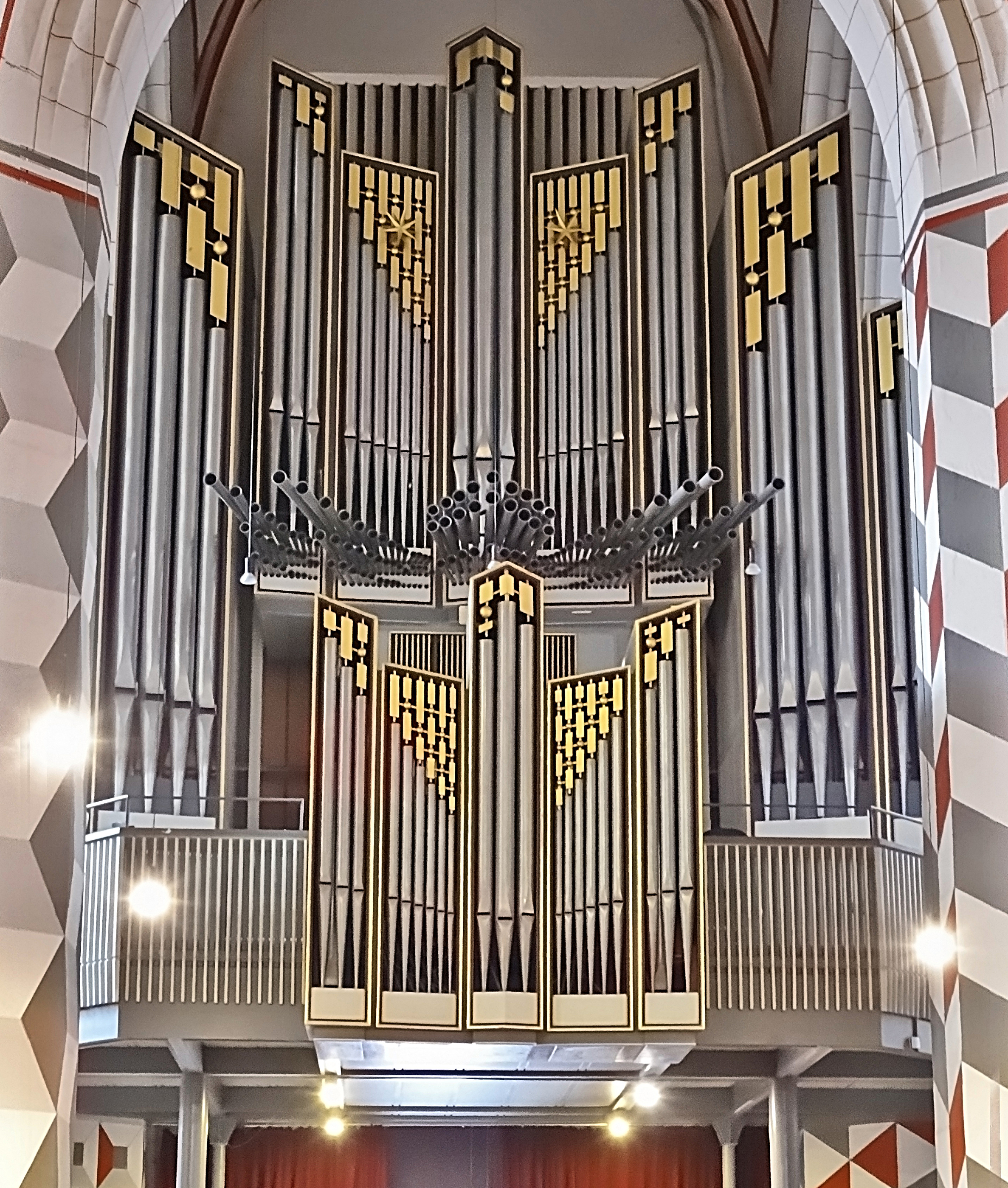
Die Ott/Schmid-Orgel

### Ott/Schmid-Orgel
Die Orgel von St. Jacobi wurde 1966 von dem Orgelbauer Paul Ott (Göttingen) erbaut. Das Instrument wurde zuletzt 2006/2007 umfassend durch Siegfried Schmid (Knottenried, Allgäu) renoviert und um neun Register in einem weiteren Schwellwerk, spielbar vom IV. Manual, und einen Subbass 32′ im Pedal erweitert. In diesem Zuge wurde die Orgel mit einer 4000-fachen elektronischen Setzeranlage ausgestattet, die die bisherige Lochkarten-Setzeranlage ersetzt. Das Instrument hat heute 67 Register auf vier Manualen und Pedal (4806 Pfeifen). Die Spieltrakturen sind mechanisch, mit Ausnahme des Subbass 32′, der elektrisch angespielt wird. Die Registertrakturen sind elektrisch.
| I Rückpositiv C–g3 |               |        |
| 1.                 | Praestant     | 8′     |
| 2.                 | Holzflöte     | 8′     |
| 3.                 | Quintade      | 8′     |
| 4.                 | Oktav         | 4′     |
| 5.                 | Rohrflöte     | 4′     |
| 6.                 | Nasard        | 2 ⁄3′  |
| 7.                 | Superoktave   | 2′     |
| 8.                 | Gemshorn      | 2′     |
| 9.                 | Terz          | 1 3⁄5′ |
| 10.                | Quinte        | 1 ⁄3′  |
| 11.                | Mixtur IV-VII | 1′     |
| 12.                | Dulzian       | 16′    |
| 13.                | Trichterregal | 8′     |
|                    | Tremulant     |        |

| II Hauptwerk C–g3 |               |       |
| 14.               | Großprinzipal | 16′   |
| 15.               | Quintade      | 16′   |
| 16.               | Oktave        | 8′    |
| 17.               | Hohlflöte     | 8′    |
| 18.               | Oktave        | 4′    |
| 19.               | Gedackt       | 4′    |
| 20.               | Quinte        | 2 ⁄3′ |
| 21.               | Superoktave   | 2′    |
| 22.               | Waldflöte     | 2′    |
| 23.               | Mixtur IV-VII | 1 ⁄3′ |
| 24.               | Scharf IV-VI  | 1′    |
| 25.               | Trompete      | 8′    |
|                   | Zimbelstern   |       |

| III Brust-Schwellwerk C–g3 |               |        |   |
| 26.                        | Metallgedackt | 8′     |   |
| 27.                        | Spitzgambe    | 8′     |   |
| 28.                        | Prinzipal     | 4′     |   |
| 29.                        | Spillgedackt  | 4′     |   |
| 30.                        | Nasard        | 2 ⁄3′  |   |
| 31.                        | Oktave        | 2′     |   |
| 32.                        | Flöte         | 2′     | E |
| 33.                        | Tierce        | 1 3⁄5′ |   |
| 34.                        | Quinte        | 1 ⁄3′  |   |
| 35.                        | Septime       | 1 ⁄7′  |   |
| 36.                        | Superoktave   | 1′     |   |
| 37.                        | Scharf IV-V   | 2⁄3′   |   |
| 38.                        | Rankett       | 16′    |   |
| 39.                        | Krummhorn     | 8′     |   |
|                            | Tremulant     |        |   |

| IV Schwellwerk C–g3 |              |       |   |
| 40.                 | Bourdon      | 16′   | N |
| 41.                 | Holzflöte    | 8′    | N |
| 42.                 | Gambe        | 8′    | N |
| 43.                 | Voix Celeste | 8′    | N |
| 44.                 | Prinzipal    | 4′    | N |
| 45.                 | Traversflöte | 4′    | N |
| 46.                 | Mixtur V     | 2 ⁄3′ | N |
| 47.                 | Oboe         | 8′    | N |
| 48.                 | Clarinette   | 8′    |   |
|                     | Tremulant    |       | N |

| IV Chamadenwerk C–g3 |                    |     |
| 49.                  | Spanische Trompete | 16′ |
| 40.                  | Spanische Trompete | 8′  |
| 51.                  | Spanische Trompete | 4′  |

| Pedal C–f1 |                 |        |     |
| 52.        | Subbass         | 32′    | N   |
| 53.        | Prinzipal       | 16′    |     |
| 54.        | Subbass         | 16′    |     |
| 55.        | Oktave          | 8′     |     |
| 56.        | Gedackt         | 8′     |     |
| 57.        | Spitzflöte      | 8′     | N/E |
| 58.        | Oktave          | 4′     |     |
| 59.        | Holzflöte       | 4′     |     |
| 60.        | Nachthorn       | 2′     |     |
| 61.        | Sesquialtera II | 5 1⁄3′ |     |
| 62.        | Rauschpfeife II | 2 ⁄3′  |     |
| 63.        | Mixtur VI       | 2′     |     |
| 64.        | Kontrafagott    | 32′    |     |
| 65.        | Posaune         | 16′    |     |
| 66.        | Trompete        | 8′     |     |
| 67.        | Clarine         | 4′     |     |

- Koppeln: I/II, III/II, IV/I IV/II, I/P, II/P, IV/P
- Anmerkungen:

N = 2007 (nachträglich) hinzugefügtes Register
E = Ersetztes Register (Nr. 32 bis 1985 None 8⁄9′, Nr. 57 bis 2007 Quinte 10 2⁄3′)

### Italienische Orgel
2014 wurde eine italienische Orgel angekauft, erbaut 1844 von Vicenzo Ragone aus Genua. Sie verfügt u. a. über ein Register, das nach Vogelgezwitscher klingt. Die Orgel hat zudem eine besondere mitteltönige Stimmung (1⁄4 pythagoreisches Komma, a1= 440 Hz).
| C-c³, kurze Oktave | C-c³, kurze Oktave    | C-c³, kurze Oktave |
| ------------------ | --------------------- | ------------------ |
| 1.                 | Principale            | 8′                 |
| 2.                 | Ottava                | 4′                 |
| 3.                 | Quintadecima          | 2′                 |
| 4.                 | Decimanona            | 1 ⁄3′              |
| 5.                 | Voce umana            | 8′, Diskant        |
| 6.                 | Flauto in Duodecima   | 2 ⁄3′, Diskant     |
|                    | Tiratuttizug          |                    |
| 7.                 | Usignolo (Nachtigall) |                    |

## Glocken

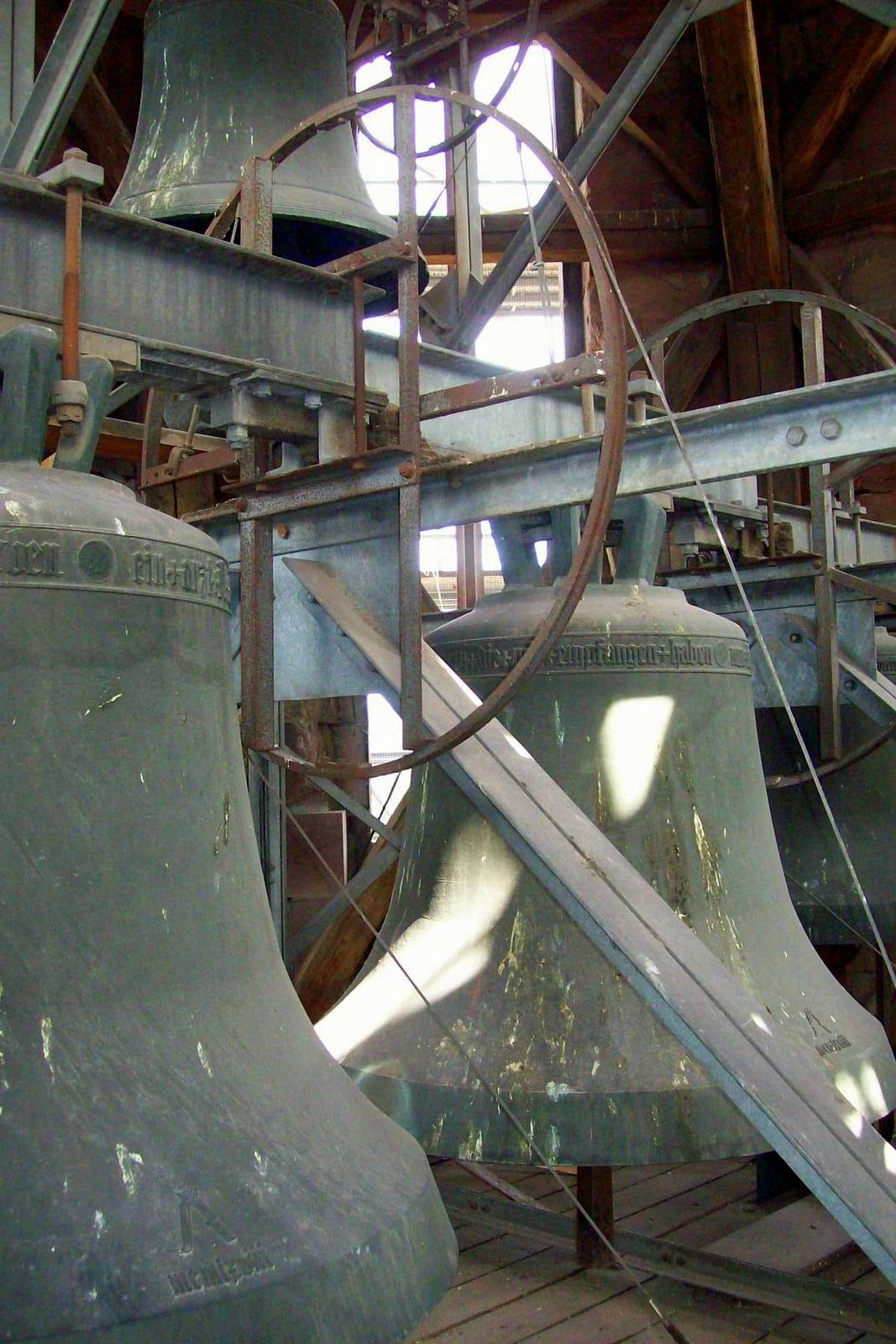
Glockenstuhl

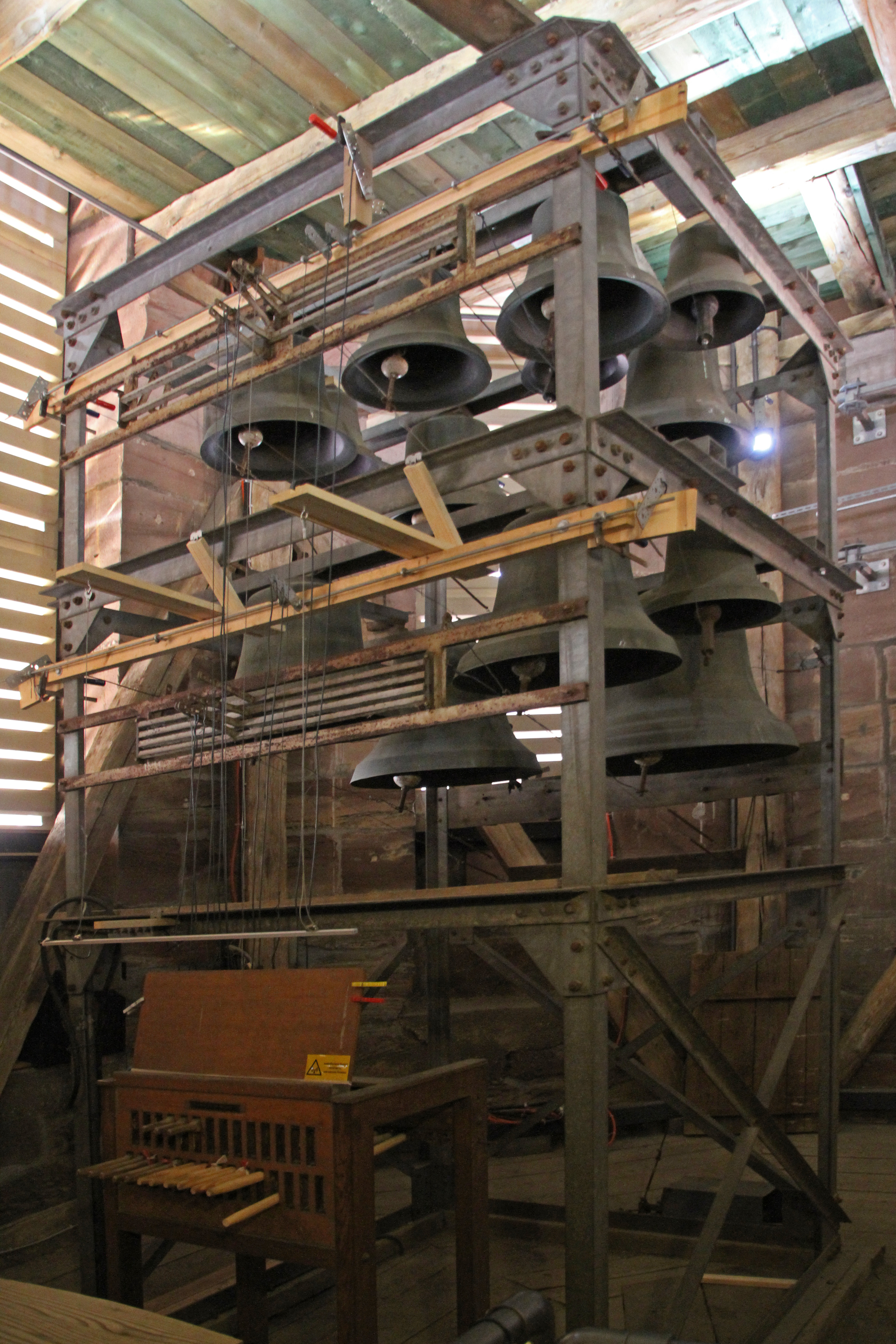
Glockenspiel

Im 72 Meter hohen Turm der Kirche befindet sich ein vierstimmiges Geläute aus dem Jahre 1968, das durch eine historische Glocke von 1423 ergänzt wird. Letztere wurde vermutlich im 16. oder 17. Jahrhundert der Kirchengemeinde in Grone abgekauft und hing lange Zeit in der Laterne des Turmes, wo sie den Stundenschlag ausübte. 1942 wurde sie auf den Glockenfriedhof in Hamburg geliefert, 1947 kehrte sie zurück.
Das gleiche Schicksal hatte auch die kleine, 1626 im Eichsfeld gegossene Betglocke, die, da sie mit den anderen Glocken nicht harmoniert, gesondert geläutet wird (täglich 8.00 Uhr, 12.00 Uhr, 18.00 Uhr). Zwei 1929 geweihte Glocken ist nicht erhalten.
Die Läuteordnung sieht vor, dass nur zu hohen Festtagen alle fünf Glocken erklingen. In der restlichen Zeit des Kirchenjahres wird abwechselnd eine ausgelassen, sodass nur vier Glocken erklingen. Drei dieser Glocken läuten wiederum am Samstag um 18.00 den Sonntag ein.
| Glocke    | Gussjahr | Gießer              | ∅ (cm) | Gewicht (kg) | Nominal (16tel) | Anmerkung/ Besondere Verwendung                                 |
| --------- | -------- | ------------------- | ------ | ------------ | --------------- | --------------------------------------------------------------- |
| 1         | 1968     | Rincker, Sinn       | 134    | 1399         | d1              | Beerdigung                                                      |
| 2         | 1968     | Rincker, Sinn       | 124    | 1078         | es1             |                                                                 |
| 3         | 1968     | Rincker, Sinn       | 113    | 827          | f1              | Stundenschlag                                                   |
| 4         | 1423     | Henrich Heistirboum | 105    | 625          | g1              |                                                                 |
| 5         | 1968     | Rincker, Sinn       | 84     | 345          | b1              | Taufe                                                           |
| Betglocke | 1636     | David Fobben        | 54     | 125          | e2              | Gesondert vom restlichen Geläut/ Morgen-, Mittags-, Abendläuten |

Der Turm beherbergt zudem ein Glockenspiel, größtenteils ebenfalls von Rincker im Jahre 1968 gegossen, welches ursprünglich aus 15 Glocken bestand und bis zum Jahr 2023 auf 23 Glocken erweitert wurde. Die zwei größten davon (c2 und d2) werden für den Viertelstundenschlag genutzt. Das Glockenspiel erklingt jeden Samstag um 11:30 Uhr.

## Sonstiges
Die heutige evangelisch-lutherische Kirchengemeinde von St. Jacobi hat etwa 2000 Mitglieder.
Die Kirche ist täglich von 11:00 Uhr bis 15:00 Uhr geöffnet, Freitag bis Sonntag häufig auch bis 18 Uhr.
Die Turmbesteigung ist seit der Schließung während der Covid-Pandemie aufgrund eines neuen Brandschutz-Gutachtens aktuell nicht mehr möglich.